# Aleksandrowo (rejon dzierżyński)
Aleksandrowo (biał. Александрова, Aleksandrowa; ros. Александрово, Aleksandrowo) – wieś na Białorusi, w obwodzie mińskim, w rejonie dzierżyńskim, w sielsowiecie Dobryniewo.

## Warunki naturalne
Aleksandrowo położone jest wśród lasów, nad Żeściem. W pobliżu znajduje się Rezerwat Biologiczny Lenczyna.

## Historia
W XIX i w początkach XX w. wieś Aleksandrówka i folwark Aleksandrow położone w Rosji, w guberni mińskiej, w powiecie ihumeńskim, w gminie Uzda.
Po I wojnie światowej pod administracją polską, w Zarządzie Cywilnym Ziem Wschodnich, w okręgu mińskim, w powiecie ihumeńskim, w gminie Uzda.
W wyniku postanowień traktatu ryskiego znalazło się w granicach Związku Sowieckiego. Od 1991 w niepodległej Białorusi.